# Ellic Howe
Ellic Paul Howe, ursprünglich Ellic Winston Paul Fourman, (geboren am 20. September 1910 in London; gestorben am 28. September 1991 ebenda) war ein britischer Schriftsetzer, Autor und Historiker.

## Leben
Ellics Mutter war Tochter eines russisch-jüdischen Einwanderers, der in London eine Zigarettenfabrikation („De Reszke“) aufgebaut hatte. Bei einer Reise nach Odessa lernte sie den Anwalt Maximilian Fourman kennen, heiratete ihn und kehrte mit ihm nach London zurück. Dort wurde Ellic geboren, seine Mutter Ella starb bei der Geburt. Der Vater kehrte nach Odessa zurück und ließ das Kind beim Großvater. Dieser übergab ihn der Obhut seiner Tochter Anna und deren Ehemann Garfield Howe, die Ellic adoptierten. In Bradford besuchte er die Public School. 1925 starb sein Großvater, und durch das Erbe war er nun finanziell unabhängig. Er reiste durch Deutschland, Frankreich und Italien und lernte Sprachen. Ab 1929 studierte er zwei Jahre Geschichte und Staatswirtschaft als Undergraduate des Hertford College der Universität Oxford. Die folgenden Jahre verbrachte er in Berlin, Paris, Rom und Wien.
Zurück in London entwickelte er ein Faible für Typografie und absolvierte ab 1934 bei James Shand eine Schriftsetzer-Lehre in Hertford. 1935 lernte er Stanley Morison kennen und wurde dessen Schüler. Nach Abschluss der Lehrzeit arbeitete Howe auf Provisionsbasis weiter für Shand, veröffentlichte erste Essays in dessen Zeitschrift Typography und erforschte die Geschichte des Buchdrucks und der Typografie. 1943 erschien mit „The Trade“ seine erste größere Studie zur Geschichte des Buchdrucks.
1938, auf dem Höhepunkt der Münchener Krise, meldete sich Howe freiwillig zum Dienst bei einer Fliegerabwehreinheit der britischen Territorialarmee. Im Februar 1940 wurde er zum Warrant Officer Class II befördert und leitete als Sergeant Major beim Stab des Fliegerabwehr-Oberkommandos in Stanmore eine geheime Registratur. Ab November 1941 arbeitete er unter Sefton Delmer als „Meisterfälscher“ für die Political Warfare Executive. Für den Einsatz von Agenten und zum Zweck der psychologischen Kriegsführung fälschte er Dokumente wie Wehrmachtsbefehle, deutsche Ausweise, Briefmarken und Lebensmittelkarten sowie propagandistisches Material. Von November 1941 bis Mai 1945 bearbeitete Howes Abteilung fast 1.500 Druckaufträge.
Nach dem Krieg nahm Howe seine buchhistorischen Forschungen wieder auf und veröffentlichte mit „The London Compositor“ (1946) sein bedeutendstes Werk zur Geschichte des Druckwesen sowie bibliografische Studien zu Londoner Schriftsetzern und Buchbindern. Mit seiner zweiten Frau Elsa (geborene Antweiler) brachte er 1954 auch ein „Pekingese Scrapbook“ heraus.
In den 1960er Jahren behandelte er in „Urania's Children“ (1967) die Geschichte der neuzeitlichen Astrologie, ihre theosophisch inspirierte Renaissance und ihre Rolle im Dritten Reich. In den 1970er Jahren folgten Untersuchungen zur Freimaurerei, insbesondere zum Golden Dawn, und – in Zusammenarbeit mit Helmut Möller – zu Theodor Reuß und dem Ordo Templi Orientis. In „The Black Game“ (1982) schilderte er die Geschichte der „Schwarzen Propaganda“ der Political Warfare Executive und die Arbeit seiner Abteilung im Zweiten Weltkrieg.

## Werke (Auswahl)
- „The Trade“: passages from the literature of the printing craft, 1550-1935, Hutchinson, London 1943
- The London Compositor. Documents relating to wages, working conditions and customs of the London printing trade, 1785-1900, The Bibliographical Society, London 1947
- The London Society of Compositors (Re-established 1848): a centenary history, with Harold E. Waite, Cassell, London 1948
- The British Federation of Master Printers, 1900-1950, British Federation of Master Printers, London 1950
- The London Bookbinders, 1750-1806, with wood engravings by Gwen Raverz, Dropmore Press, London 1950
- Mit John Child: The Society of London Bookbinders, 1780-1951, Sylvan Press, London 1952
- Mit Elsa Howe: Pekingese Scrapbook, Chapman & Hell, London 1954
- Nostradamus and the Nazis: a footnote to the history of the Third Reich, Arborfield, London 1965
- Urania's Children: the strange world of the astrologers, William Kimber, London 1967. − 2. erw. Aufl.: Astrology and Psychological Warfare during World War II, Rider, London 1972
- Rudolph Freiherr von Sebottendorff, unveröffentlichtes Typoskript, London 1968, hrsg. und mit einer Zeittafel zur Biographie Sebottendorffs und einer vorläufigen Bibliographie seiner Schriften versehen von Albrecht Götz von Olenhusen, limitierter und nummerierter Privatdruck, Freiburg 1989, unveränderter priv. Reprint 2009.
- Fringe Masonry in England 1870–1885, in: Ars Quatuor Coronatorum 1972, S. 242–295; online
- The Magicians of the Golden Dawn: a documentary history of a magical order, 1887-1923, Routledge and Kegan Paul, London 1972. − US-Ausgabe bei Weiser, New York 1978
- The Collapse of Freemasonry in Nazi Germany 1933–35, in: Ars Quatuor Coronatorum 95, 1982, S. 21–36; online
- Astrology and the Third Reich, Aquarian, Wellingborough 1984 (Urania's Children, revised and expanded). − Deutsche Ausgabe: Uranias Kinder. Die seltsame Welt der Astrologen und das Dritte Reich, hrsg. und aus dem Engl. übers. von Franz Isfort, Beltz Athenäum, Weinheim 1995
- The Black Game: British subversive operations against the Germans during the Second World War, Michael Joseph, London 1982. − Deutsche Ausgabe: Die schwarze Propaganda: Ein Insider-Bericht über die geheimsten Operationen des britischen Geheimdienstes im Zweiten Weltkrieg, aus dem Engl. von Hans Jürgen von Koskull, vom Autor überarb. u. erg., Beck, München 1985
- Mit Helmut Möller: Merlin Peregrinus: Vom Untergrund des Abendlandes, Königshausen & Neumann, Würzburg 1986